# 弹弓

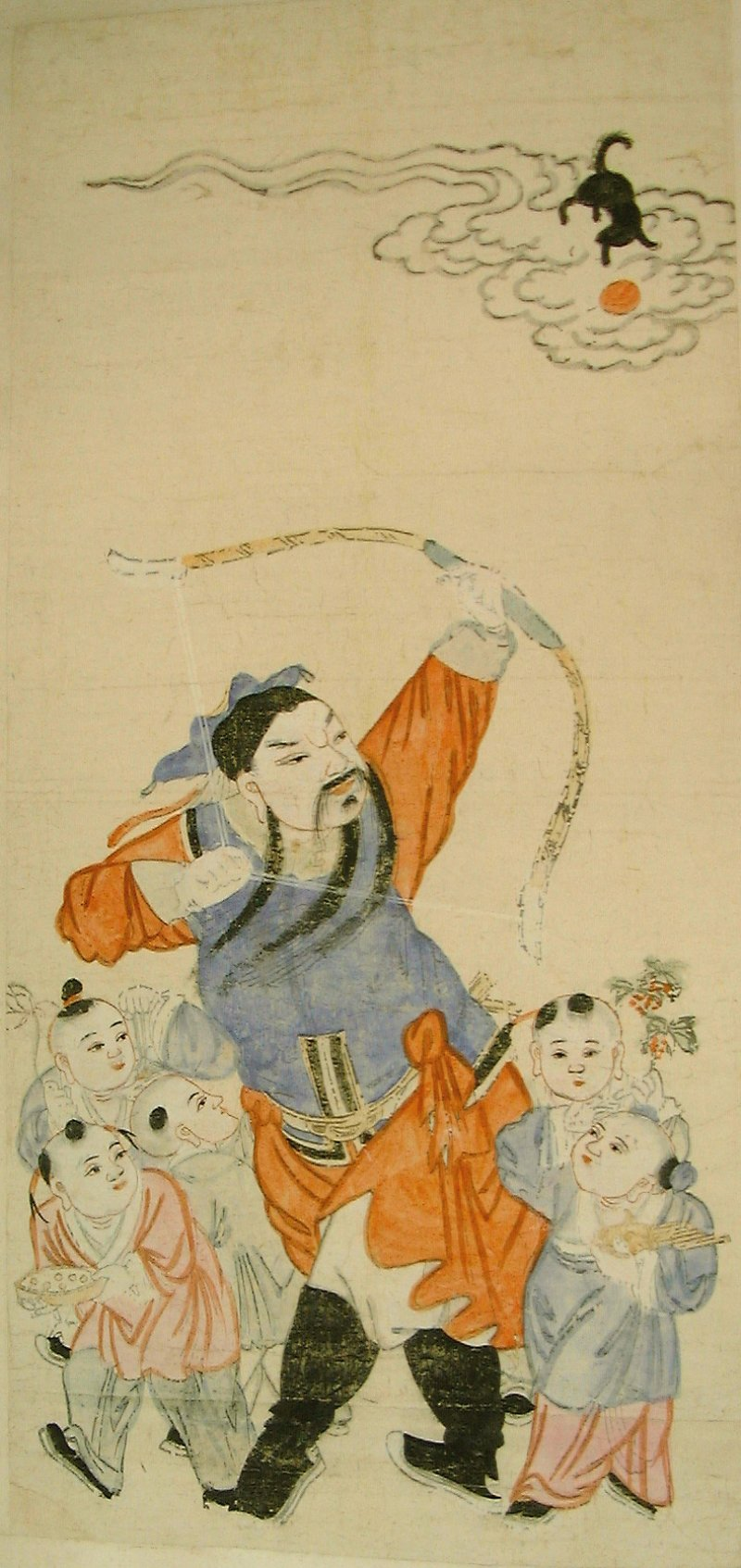
張仙使用彈弓（Pebble bow）向天狗射擊。

弹弓可作為冷兵器或玩具。傳統的弹弓（Pebble bow）外形和普通的弓一样，但是使用双弦，用泥陶做弹丸，主要用来活捉鸟雀。中國传说中的禄神送子张仙就是使用弹弓的好手。歐洲的達文西亦曾建議用彈弓來發射臭氣彈。元清武器管制嚴苛，民間不許有弓，元代亦禁彈弓，清代彈弓在民間流行，所以清初以降的武俠小說，很多大俠是使用彈弓泥丸的，明代因循古代射禮，並規定官學儒生必須習弓，不禁弓和冷兵器，彈弓則是小孩子遊戲。

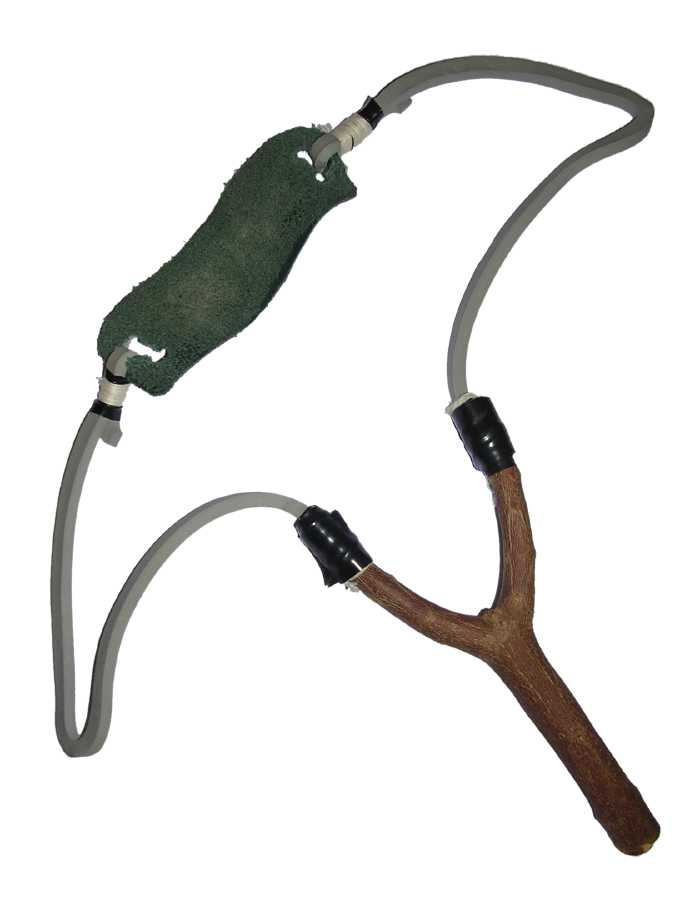
Y字弹弓，使用彈性體長條來發射彈丸。

另一種Y字彈弓已知出現於西元1839年硫化天然橡膠被發明之後。一般用樹枝、金屬或塑膠等材料制作Y形彈弓柄，Y形柄上两头系上彈性體長條，彈性體中段系上用來包裹弹丸的皮革块。Y字彈弓的威力取決於彈性體的拉力。彈性體拉力越大，弹弓的威力也越大。Y形彈弓的美式英語稱作slingshot，英式英語稱作catapult，紐澳英語稱作ging或shanghai，這裡的shanghai並非表示上海，而是來自蘇格蘭語的shangan這個字，意義是分裂開的木條。

## 延伸阅读
[在维基数据编辑]
 《欽定古今圖書集成·經濟彙編·戎政典·彈部》，出自陈梦雷《古今圖書集成》